# Paul Mariéton

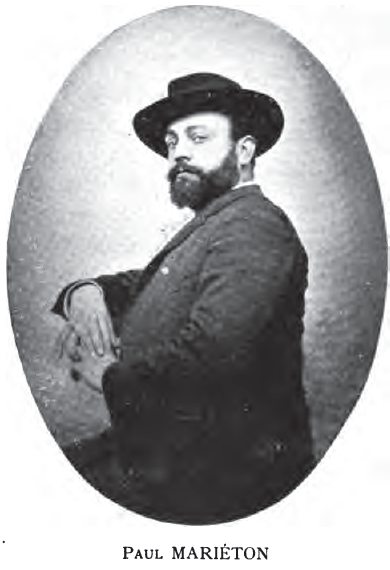
Paul Mariéton

Paul Mariéton (* 16. Oktober 1862 in Lyon; † 24. Dezember 1911 in Nizza) war ein französischer Schriftsteller und Okzitanist.

## Leben und Werk
Paul Mariéton wuchs in Lyon auf und lernte Okzitanisch aus Begeisterung für den Félibrige. 1883 gründete er in Lyon die „Seidenfeliber“. 1885 schuf er in Paris die Zeitschrift Revue félibréenne und gab sie bis 1909 heraus. 1888 wurde er Kanzler des Félibrige und 1891 Majoral (Akademiemitglied, Sitz: Cigalo di Jardin). Er war Präsident der 1879 gegründeten Société des félibres de Paris - Amis de la langue d’òc (SFP-ALO). Ab 1899 leitete er das bis in die Gegenwart bestehende Festival Chorégies d’Orange.
Mariéton war Ritter der Ehrenlegion. Sein Denkmal steht im Jardin des Félibres in Sceaux. In Orange trägt eine Straße seinen Namen.

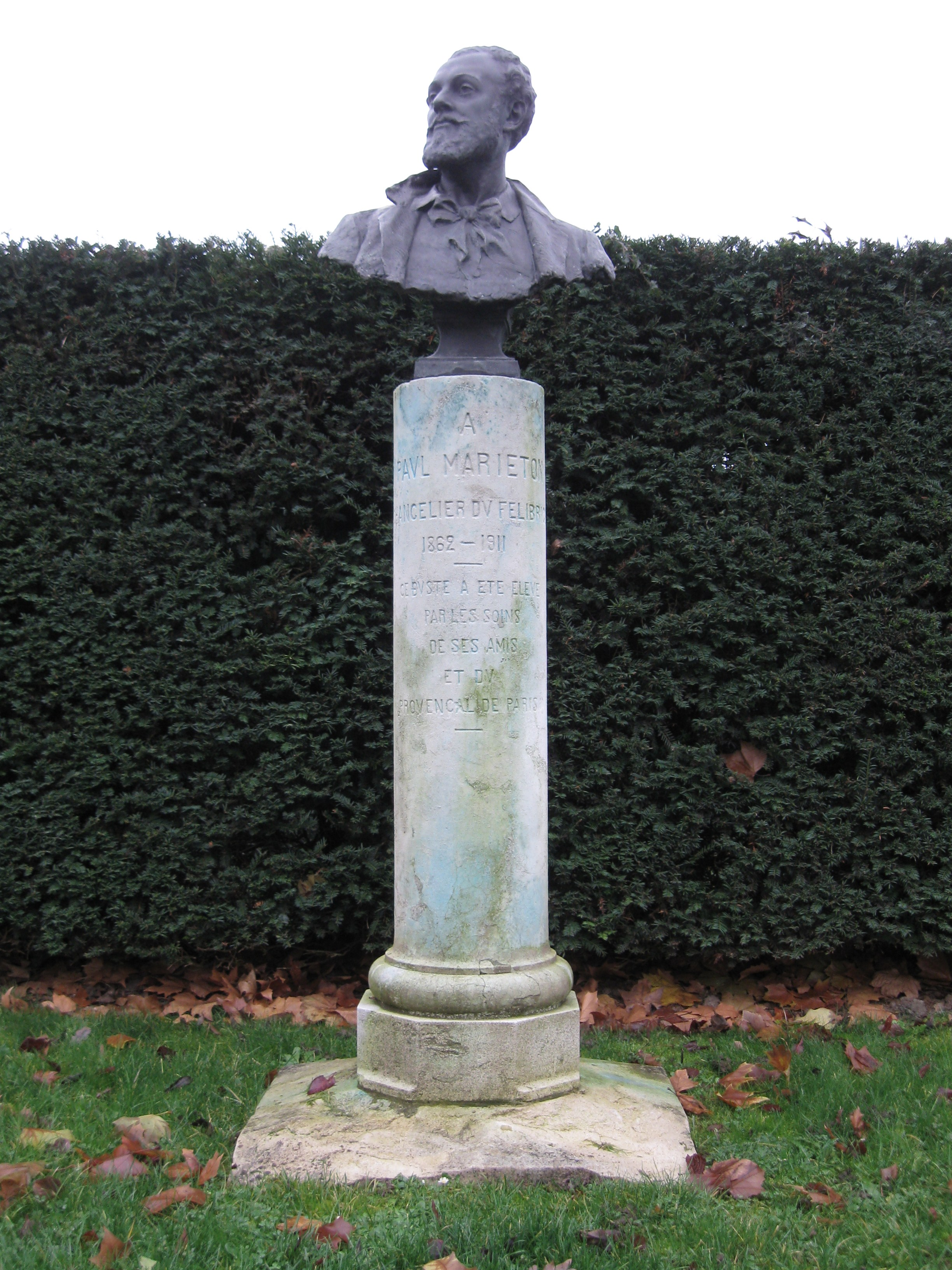
Denkmal in Sceaux

## Werke (Auswahl)
- Joséphin Soulary et la Pléiade lyonnaise. C. Marpon et E. Flammarion, Paris 1884.
- Souvenance. Poésies. A. Lemerre, Paris 1884. (Vorwort von Joséphin Soulary; Brief von Frédéric Mistral)
- La viole d'amour. A. Lemerre, Paris 1886.
- Hellas. A. Lemerre, Paris 1889.
- La Terre provençale. Journal de route. A. Lemerre, Paris 1890.
- Le livre de mélancolie. A. Lemerre, Paris 1896.
- Une histoire d'amour. George Sand et A. de Musset. G. Havard fils, Paris 1897.
  - Une histoire d'amour. Les Amants de Venise, George Sand et Musset. Édition définitive, avec des documents inédits. P. Ollendorff, 1903
- Jasmin 1798–1864. E. Flammarion, Paris 1898.
- Hippolyta. A. Lemerre, Paris 1902.
- Les épigrammes. Mercure de France, Paris 1909.